# Белоус, Антон Иванович
Антон Иванович Белоус (1921—1986) — советский лётчик штурмовой авиации, участник Великой Отечественной войны, Герой Советского Союза (15.05.1946). Капитан.

## Биография
Антон Белоус родился 10 октября 1921 года в селе Половинное (ныне — Краснозерский район Новосибирской области) в крестьянской семье. В 1939 году окончил среднюю школу, после чего добровольно пошёл на службу в Рабоче-крестьянскую Красную Армию. В 1940 году окончил авиационное техническое училище в Иркутске, служил авиационным техником в авиационных частях Киевского особого военного округа.
С июня 1941 года — на фронтах Великой Отечественной войны. Участвовал в боях на Юго-Западном фронте. Когда полк Белоуса был выведен на переформирование, он обратился к командованию с рапортом о направлении в лётное училище. 
В 1943 году окончил военную авиационную школу лётчиков в Балашове. Был распределён в 810-й штурмовой авиаполк. Был подбит на Ил-2, совершил вынужденную посадку, получил контузию.
С апреля 1944 года вновь на фронтах Великой Отечественной войны. Участвовал в боях на 2-м Прибалтийском и Ленинградском фронтах. До мая 1945 года совершил 110 боевых вылетов на штурмовике «Ил-2», из них 10 — на выполнение особых заданий по разведке тылов противника. Штурмовыми ударами Белоус лично уничтожил 5 танков, 73 автомобиля, 1 паровоз, 18 вагонов, 7 складов, около 450 солдат и офицеров противника, сбил 2 самолета.
К маю 1945 года лейтенант Антон Белоус командовал авиазвеном 810-го штурмового авиаполка 225-й штурмовой авиадивизии 15-й воздушной армии Ленинградского фронта.
Указом Президиума Верховного Совета СССР от 15 мая 1946 года за «мужество и героизм, проявленные на фронте борьбы с немецко-фашистскими захватчиками» лейтенант Антон Белоус был удостоен высокого звания Героя Советского Союза с вручением ордена Ленина и медали «Золотая Звезда» за номером 6224. В том же году вступил в ВКП(б).
В 1947 году Белоус был уволен в запас по состоянию здоровья. Вернувшись на родину, он окончил Новосибирскую облпартшколу, работал заместителем председателя Тогучинского райисполкома ВКП(б) Новосибирской области. В 1952 году Белоус вторично был призван в Советскую Армию, был заместителем командира эскадрильи. В 1960 году в звании капитана Белоус был уволен в запас, работал слесарем на заводе «Тяжстанкогидропресс», проживал в Новосибирске. Умер 1 августа 1986 года, похоронен на Заельцовском кладбище.

## Награды и почётные звания
- Герой Советского Союза (15.05.1946)
- Орден Ленина (15.05.1946)
- Три ордена Красного Знамени (19.09.1944, 19.12.1944, 12.05.1945)
- Два ордена Отечественной войны 1-й степени (19.02.1945, 11.03.1985)
- Орден Красной Звезды (24.07.1944)
- Ряд медалей[1]